# Doksografija
Doksografija (grč. δόξα = "mišljenje" + γράφω = "pisati, opisivati") je pojam koji se upotrebljava za djela antičkih povjesničara koji opisuju mišljenja i stavove ranijih filozofa i znanstvenika. Ovaj je pojam prvi put upotrijebio Hermann Diels. Iako doksografija ne predstavlja posebnu znanstvenu ili filološku disciplinu, njen značaj je jako velik.

## Antička filozofija
Ogroman broj antičkih filozofskih djela vremenom je izgubljen, tako da ponekad sve što o njima znamo potječe iz doksografskih zapisa kasnijih pisaca. Među najpoznatijim "doksografima" su i Aristotel i Platon. Zahvaljujući njima mi možemo steći makar najosnovniju predstavu o filozofskim istraživanjima i gledištima predsokratskih filozofa kao što su, Tales iz Mileta, Anaksimandar, Empedoklo, Zenon iz Eleje i mnogi drugi.

## Islamska doksografija
Islamska doksografija označava zbirku teozofskih djela (kao što je, na primjer, Kitab al-Maqalat koji je sastavio Abu Mansur Al Maturidi) u kojima se opisuju odstupanja od službenog učenja na koja se nailazi u raznim islamskim pravcima.

## Vanjske poveznice
- Doksografija u antičkoj filozofiji u Stanfordskoj filozofskoj enciklopediji.